# 科克舍套
科克舍套（拉丁字母：Kókshetaý）是哈薩克斯坦阿克莫拉州的一座城市和該州首府，位於該國北部並臨近科帕湖，其名稱在哈薩克語的意思為「天藍色的山」。當地距離首都努爾-蘇丹約300公里，2019年人口約14萬，其中哈薩克族與俄羅斯族分別佔57%以及30%。科克舍套於1824年由俄羅斯軍隊創立，初期只是一個軍用哨站。後來當地繼續發展並在1862年獲授予城市地位，以及於1999年成為阿克莫拉州之首府。